# Bella et ses ex
Bella et ses ex (The Ex List) est une série télévisée américaine en treize épisodes de 42 minutes, créée par Diane Ruggiero d'après la série israélienne The Mythological Ex (he) créée par Sigal Avin, et dont seulement quatre épisodes ont été diffusés entre le 3 octobre et le 24 octobre 2008 sur le réseau CBS et en simultané sur le réseau Global au Canada.
Au Québec, la série a été diffusée à partir du 1er juin 2009 sur Séries+ et en Belgique sur RTL-TVI. Elle reste néanmoins inédite dans les autres pays francophones.

## Synopsis
Cette série met en scène Bella Bloom, une femme de 33 ans à la recherche de l'amour de sa vie. Bella Bloom reçoit une prédiction d'une voyante pendant l'enterrement de vie de jeune fille de sa sœur, Daphné, lui disant qu'elle doit se marier dans la prochaine année avec un homme qu'elle a déjà fréquenté, sinon elle restera seule pour le restant de ses jours…

## Distribution

### Acteurs principaux
- Elizabeth Reaser (VF : Barbara Beretta) : Bella Bloom
- Rachel Boston (VF : Stéphanie Hédin) : Daphné Bloom, sœur de Bella
- Adam Rothenberg (VF : Denis Laustriat) : Augie
- Alexandra Breckenridge (VF : Philippa Roche) : Vivian
- Amir Talai (pl) (VF : Olivier Cordina) : Cyrus

### Acteurs récurrents et invités
- Anne Bedian (VF : Annabelle Roux) : Marina, la voyante (9 épisodes)
- William Russ (VF : Jean-Christophe Brétignière) : Jimmy Bloom (9 épisodes)
- Josh Braaten (en) (VF : Constantin Pappas) : Marty, l'époux de Daphné (7 épisodes)
- Mark Deklin (VF : Marc Bretonnière) : Elliott Mayer (5 épisodes)
- Brittany Belt : Bella, adolescente

 Source et légende : version française (VF) sur RS Doublage

### Les Ex (par épisode)
1. Eric Balfour : Johnny Diamont
2. Eric Winter : Jake Turner
3. Michael Weaver (VF : Jacques Faugeron) : Ronny
4. Brian Van Holt : Shane Gallagher
5. Michael Landes : Josh Dubinsky
6. Reid Scott (VF : Didier Cherbuy) : Steve Bolla
7. Kevin Sorbo : Professor Harris Bertram
8. Josh Cooke : Luke Crane
9. James Tupper : DP
10. Ben Weber (en) : James Thorp
11. Josh Stamberg : Wade Redden
12. Kristoffer Polaha : Philip Emmerson
13. Michael McLafferty : Roy Avis

## Production
Un pilote pour le projet Mythological X a été commandé à la fin février 2008, réalisé par Timothy Busfield.
Le casting principal a débuté fin mars, avec Rachel Boston, Elizabeth Reaser, Alexandra Breckenridge et Adam Rothenberg, et Amir Talai (pl).
Le 12 mai 2008, CBS commande la série sous son titre actuel et annonce deux jours plus tard lors des Upfronts qu'elle sera diffusée les vendredis soirs à l'automne.
Le 27 octobre, CBS retire la série de la programmation à la suite des mauvaises audiences.

## Épisodes
1. La Prédiction (Pilot)
2. La Folle randonnée (Climb Every Mountain Biker)
3. Protégé et Servir (Protect and Serve)
4. Le Surfer de Mexico (Do You Love Me, Do You Surfer… Boy)
5. Le Fiston à sa maman (Momma's Boy)
6. Le Mariage idéal (Daphne's Idealized Wedding)
7. Arts plastiques (Trustafarian)
8. Le Sauveur de la planète (Art Professor)
9. Le Roi des fleurs (Flower King)
10. Le Brillant Auteur (The Spark)
11. L'Avocat (The Babysitter)
12. Philip et Max (Metro Guy and the Non Ex)
13. Le Chef (The Other Foot)